# Yamaha XJ 6
Die Yamaha XJ 6 ist ein 4-Zylinder-Motorrad von Yamaha und als Naked-Bike (XJ 6), mit Teilverkleidung (XJ 6 Diversion) oder mit Vollverkleidung (XJ 6 Diversion F) erhältlich. Sie ist das Nachfolgermodell der erfolgreichen XJ 600 Diversion.

## Allgemeines
Mit der XJ 6 will Yamaha an die erfolgreiche XJ 600 Diversion anschließen. In der Mittelklasse war die Yamaha FZ 6 Fazer vielen Käufern zu sehr auf Sportlichkeit ausgelegt, sodass Yamaha 2009 die gutmütigere XJ 6 auf den Markt brachte. Die Leistung liegt klassentypisch bei versicherungsgünstigen 78 PS.
In Deutschland ist die XJ 6 Diversion F seit 2010 nur noch mit Motorrad-ABS verfügbar. Davor war das ABS wie bei den beiden anderen Versionen auch jetzt noch aufpreispflichtig.
Die XJ6 wurde 2014 durch die komplett neu entwickelte Yamaha MT-07 ersetzt.

## Technik
Der Motor der XJ 6 stammt ursprünglich aus der Yamaha FZ 6 Fazer. Bis auf das Hubverhältnis wurde jede wesentliche Komponente verändert oder neu konstruiert. An der Nockenwelle wurde lediglich der Ventilhub verändert. Zylinderkopf, Kurbelwelle, Einlass- und Auslasssystem und auch die Kupplung inklusive Schaltung wurden angepasst. Die Einspritzanlage bekam neue Software und sensiblere Sensoren. Der Schalldämpfer ist komplett neu und sitzt unter dem Motor, was für einen niedrigen Schwerpunkt sorgt.
Die alte XJ 600 wurde im klassischen Doppelrohr-Rahmen Prinzip gebaut. Das ist günstig und macht optisch einen soliden Eindruck.
Leider erwies sich diese Rahmenkonstruktion dennoch als problematisch, weswegen die alte XJ 600 – im Zusammenhang mit der etwas zierlichen Gabel – für manche Schwierigkeiten in bestimmten Situationen sorgte.
Da die XJ6 dem Prinzip eines günstigen Motorrades folgte, musste auch die Rahmenkonstruktion entsprechend günstig ausfallen. Ein hochwertiger Aluminium-Brückenrahmen war daher ausgeschlossen.
Bei der XJ 6 wurde eine neue Generation von Rahmenkonstruktion entwickelt. Dabei wurde das Prinzip eines hochwertigen Brückenrahmens genommen, und die Struktur aus Stahlrohren gefertigt. Der eigentliche Clou ist aber die Verwendung von doppelt verschraubten Metallplatten als stabilisierendes Element in der gesamten Struktur, wobei auch der Motor als solches dient. Dies ist einerseits äußerst günstig und andererseits wird damit eine extrem schlanke Struktur (Rahmen) erreicht.
Der Rahmen der XJ6 weist als Folge eine stabile, verwindungssteife Konstruktion auf, welche sich zwangsmäßig positiv auf das Fahrverhalten auswirkt.

## Neuzulassungen in Deutschland
| Jahr | Quelle | Neuzulassungen |
| ---- | ------ | -------------- |
| 2013 | [ 2 ]  | 1.042          |
| 2011 | [ 3 ]  | 1.737          |
| 2010 | [ 4 ]  | 2.141          |
| 2009 | [ 5 ]  | 1.971          |